# 24 (hetedik évad)

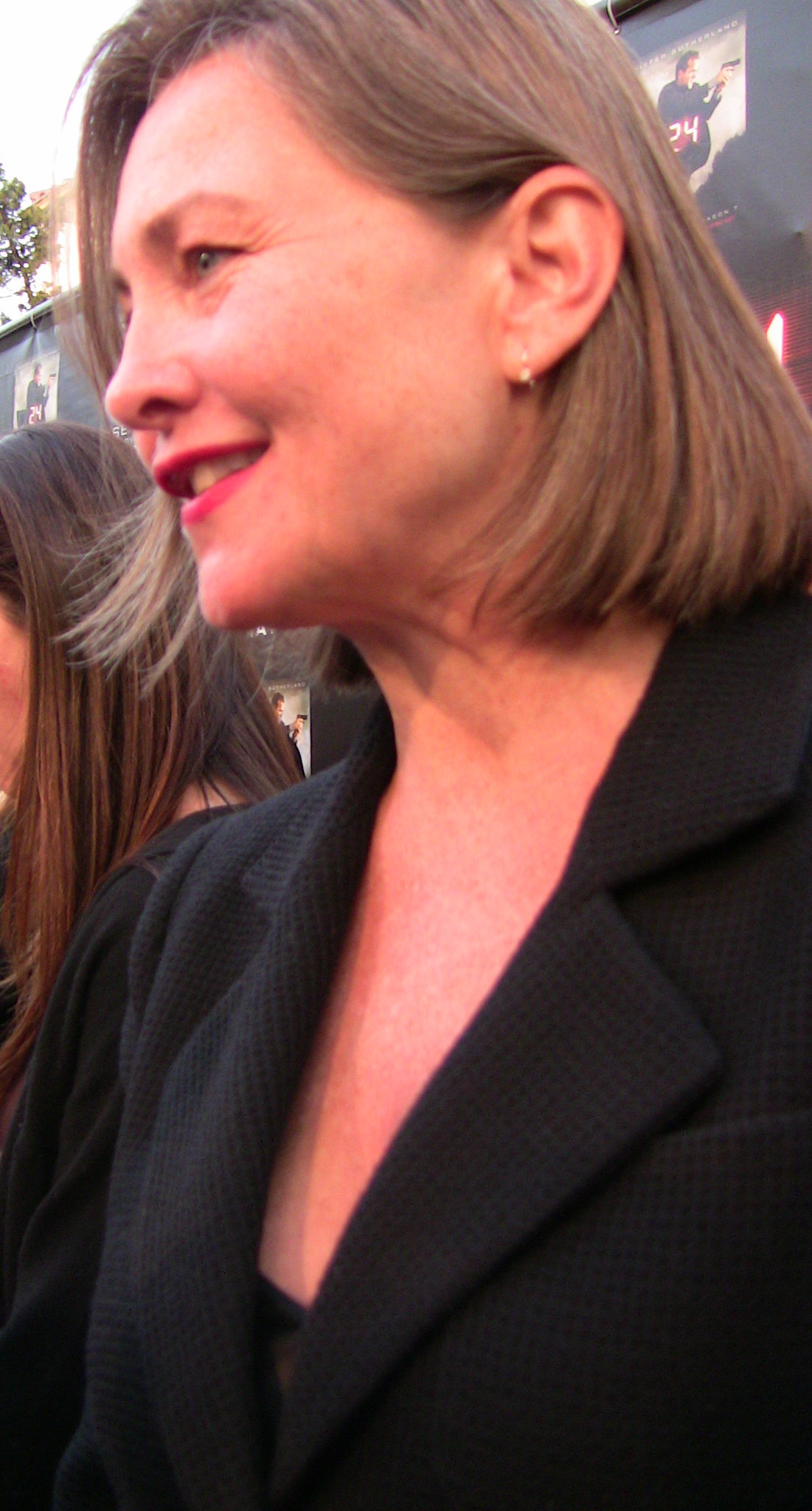
Cherry Jones, Allison Taylor elnökként

Az amerikai televíziós sorozat hetedik évadának eredeti bemutatója 2008. január 13-án lett volna, ám a forgatókönyvírók 2007-2008-as sztrájkja, Kiefer Sutherland másfél hónapos börtönbüntetése és a Chloe O’Briant játszó Mary Lynn Rajskub terhessége miatt a már elkezdett forgatást felfüggesztették, s a vetítést elhalasztották egy évvel.
Magyarországon az M1 vetítette először az évadot 2011. június 22-től, hétköznap esténként, 22 óra után.

## 24: Redemption
2008. november 23-án, hét héttel a hetedik évad premierje előtt mutatta be a FOX azt a 82 perces tévéjátékot, amely átvezetésképp szolgál a hatodik és a hetedik évad között. Eredeti tervek szerint a hetedik nap Afrikában játszódott volna, ám ez túl drágának bizonyult, így letettek róla, s az átvezetés helyszínévé tették csak – ám a történetnek jócskán van kihatása a következő évad cselekményére.
Magyar címe szerint A szabadulásban Jack Bauer egy fiktív, belviszály sújtotta afrikai országból, Sangalából menekít az amerikai nagykövetségre néhány árva gyereket az öldöklés elől.
Magyarországon az M1 vetíti először 2011. június 20-án és 21-én, 22 óra után.

## Szereplők
- Jack Bauer szerepében Kiefer Sutherland, magyar hangja Kőszegi Ákos
- Kim Bauer szerepében Elisha Cuthbert, magyar hangja Nemes Takách Kata
- Chloe O’Brian szerepében Mary Lynn Rajskub, magyar hangja Zsigmond Tamara
- Allison Taylor elnök szerepében Cherry Jones, magyar hangja Halász Aranka
- Bill Buchanan szerepében James Morrison, magyar hangja Áron László
- Renee Walker szerepében Annie Wersching, magyar hangja Major Melinda
- Henry Taylor szerepében Colm Feore, magyar hangja Koroknay Géza
- Ethan Kanin szerepében Bob Gunton, magyar hangja Cs. Németh Lajos
- Larry Moss szerepében Jeffrey Nordling, magyar hangja Lux Ádám
- Sean Hillinger szerepében Rhys Coiro, magyar hangja Pálmai Szabolcs
- Janis Gold szerepében Janeane Garofalo, magyar hangja Sági Tímea
- Tony Almeida szerepében Carlos Bernard, magyar hangja Dózsa Zoltán
- Jonas Hodges szerepében Jon Voight, magyar hangja Karsai István
- Aaron Pierce szerepében Glenn Morshower, magyar hangja Csuha Lajos

## Cselekmény
| Figyelem: Itt a 24 televíziós sorozat 7. évadjának cselekményét vagy a végkifejletet is olvashatod. |

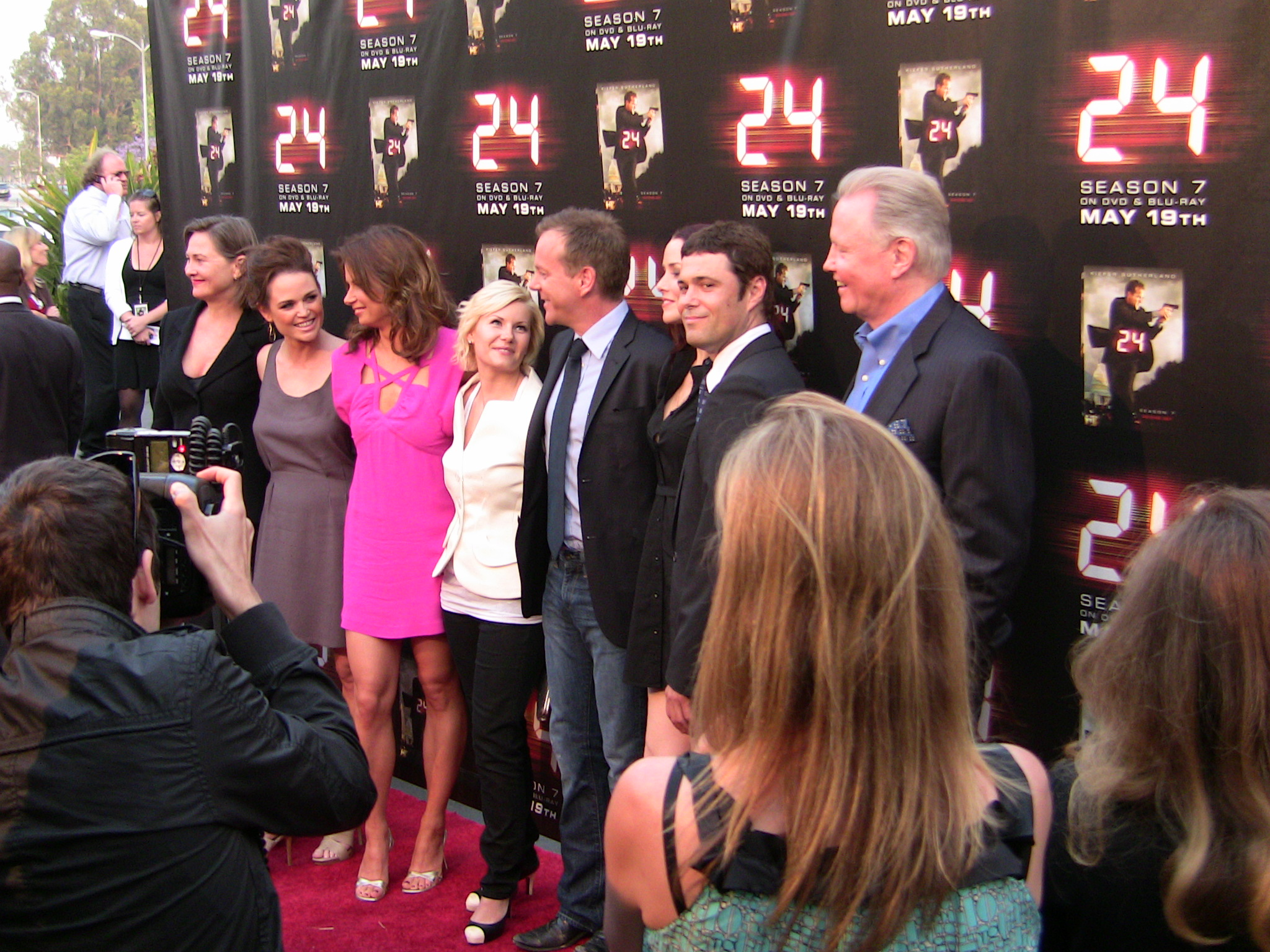
Cherry Jones, Sprague Grayden, Mary Lynn Rajskub, Elisha Cuthbert, Kiefer Sutherland, Annie Wersching, Carlos Bernard és Jon Voight

A CTU-t felszámolták. Az ügynökök szétszéledtek.
Jack Bauert bíróság elé idézik Washingtonban, hogy elszámoltassák a korábbi, szabályokat felrúgó vallatásokért és egyéb törvénysértő cselekedetekért.
A hetedik nap reggel 8-kor kezdődik. A tárgyalóteremből viszi el Renee Walker ügynök Bauert az FBI épületébe, ahol a férfi megtudja, hogy Tony Almeida életben van, és vélhetően terrorista lett. Találnak egy lehetséges nyomot, és miután utánajárnak, az események dominósora elkezd ledőlni.
Allison Taylornak, az USA frissen megválasztott elnöknőjének hivatala nem kezdődik éppen könnyen. Almeida szert tesz egy olyan elektronikai eszközre, amelynek segítségével polgári utasszállító repülőgépeket téríthet el. Amerika ismét egy háború küszöbén áll, az elnök fia pedig - a jelek szerint - öngyilkosságot követett el.
Ez a nap sem lesz rövidebb, mint 24 óra...
|  | Itt a vége a cselekmény részletezésének! |

## Díjak
Allison Taylor elnöknő megformálásáért Cherry Jones 2009-ben Emmy-díjat kapott a legjobb drámai mellékszereplőnő kategóriájában.

## Epizódlista
| EP#      | Nyelv     | Cím                                         | Rendező(k)    | Forgatókönyvíró(k)                                    | Első vetítés                       | Prod. kód |
| -------- | --------- | ------------------------------------------- | ------------- | ----------------------------------------------------- | ---------------------------------- | --------- |
| 1        | HUN · USA | 8 és 9 óra között 8:00 a.m. – 9:00 a.m.     | Jon Cassar    | Howard Gordon és Michael Loceff                       | 2011. június 22. 2009. január 11.  | 7AFF01    |
| Hogyvolt |           |                                             |               |                                                       |                                    |           |
| 2        | HUN · USA | 9 és 10 óra között 9:00 a.m. – 10:00 a.m.   | Jon Cassar    | Howard Gordon, Evan Katz, Joel Surnow, Michael Loceff | 2011. június 23. 2009. január 11.  | 7AFF02    |
| Hogyvolt |           |                                             |               |                                                       |                                    |           |
| 3        | HUN · USA | 10 és 11 óra között 10:00 a.m. – 11:00 a.m. | Brad Turner   | Manny Coto és Brannon Braga                           | 2011. június 24. 2009. január 12.  | 7AFF03    |
| Hogyvolt |           |                                             |               |                                                       |                                    |           |
| 4        | HUN · USA | 11 és 12 óra között 11:00 a.m. – 12:00 p.m. | Brad Turner   | David Fury és Alex Gansa                              | 2011. június 27. 2009. január 12.  | 7AFF04    |
| Hogyvolt |           |                                             |               |                                                       |                                    |           |
| 5        | HUN · USA | 12 és 13 óra között 12:00 p.m. – 1:00 p.m.  | Jon Cassar    | Howard Gordon és Evan Katz                            | 2011. június 28. 2009. január 19.  | 7AFF05    |
| Hogyvolt |           |                                             |               |                                                       |                                    |           |
| 6        | HUN · USA | 13 és 14 óra között 1:00 p.m. – 2:00 p.m.   | Jon Cassar    | Manny Coto és Brannon Braga                           | 2011. június 29. 2009. január 26.  | 7AFF06    |
| Hogyvolt |           |                                             |               |                                                       |                                    |           |
| 7        | HUN · USA | 14 és 15 óra között 2:00 p.m. – 3:00 p.m.   | Milan Cheylov | Michael Loceff, Manny Coto, Brannon Braga             | 2011. június 30. 2009. február 2.  | 7AFF07    |
| Hogyvolt |           |                                             |               |                                                       |                                    |           |
| 8        | HUN · USA | 15 és 16 óra között 3:00 p.m. – 4:00 p.m.   | Milan Cheylov | David Fury, Robert Cochran, Evan Katz                 | 2011. július 1. 2009. február 9.   | 7AFF08    |
| Hogyvolt |           |                                             |               |                                                       |                                    |           |
| 9        | HUN · USA | 16 és 17 óra között 4:00 p.m. – 5:00 p.m.   | Milan Cheylov | David Fury                                            | 2011. július 4. 2009. február 16.  | 7AFF09    |
| Hogyvolt |           |                                             |               |                                                       |                                    |           |
| 10       | HUN · USA | 17 és 18 óra között 5:00 p.m. – 6:00 p.m.   | Milan Cheylov | Manny Coto és Brannon Braga                           | 2011. július 5. 2009. február 23.  | 7AFF10    |
| Hogyvolt |           |                                             |               |                                                       |                                    |           |
| 11       | HUN · USA | 18 és 19 óra között 6:00 p.m. – 7:00 p.m.   | Brad Turner   | Alex Gansa                                            | 2011. július 6. 2009. március 2.   | 7AFF11    |
| Hogyvolt |           |                                             |               |                                                       |                                    |           |
| 12       | HUN · USA | 19 és 20 óra között 7:00 p.m. – 8:00 p.m.   | Brad Turner   | Manny Coto, Brannon Braga, Evan Katz                  | 2011. július 7. 2009. március 2.   | 7AFF12    |
| Hogyvolt |           |                                             |               |                                                       |                                    |           |
| 13       | HUN · USA | 20 és 21 óra között 8:00 p.m. – 9:00 p.m.   | Brad Turner   | Manny Coto és Brannon Braga                           | 2011. július 8. 2009. március 9.   | 7AFF13    |
| Hogyvolt |           |                                             |               |                                                       |                                    |           |
| 14       | HUN · USA | 21 és 22 óra között 9:00 p.m. – 10:00 p.m.  | Brad Turner   | Evan Katz és Juan Carlos Coto                         | 2011. július 11. 2009. március 16. | 7AFF14    |
|          |           |                                             |               |                                                       |                                    |           |
| 15       | HUN · USA | 22 és 23 óra között 10:00 p.m. – 11:00 p.m. | Jon Cassar    | David Furyés Alex Gansa                               | 2011. július 12. 2009. március 23. | 7AFF15    |
| Hogyvolt |           |                                             |               |                                                       |                                    |           |
| 16       | HUN · USA | 23 és 24 óra között 11:00 p.m. – 12:00 a.m. | Jon Cassar    | Manny Coto és Brannon Braga                           | 2011. július 13. 2009. március 30. | 7AFF16    |
| Hogyvolt |           |                                             |               |                                                       |                                    |           |
| 17       | HUN · USA | 0 és 1 óra között 12:00 a.m. – 1:00 a.m.    | Brad Turner   | Chip Johannessen                                      | 2011. július 14. 2009. április 6.  | 7AFF17    |
| Hogyvolt |           |                                             |               |                                                       |                                    |           |
| 18       | HUN · USA | 1 és 2 óra között 1:00 a.m. – 2:00 a.m.     | Brad Turner   | Howard Gordon, Manny Coto, Brannon Braga              | 2011. július 15. 2009. április 13. | 7AFF18    |
| Hogyvolt |           |                                             |               |                                                       |                                    |           |
| 19       | HUN · USA | 2 és 3 óra között 2:00 a.m. – 3:00 a.m.     | Michael Klick | David Fury                                            | 2011. július 18. 2009. április 20. | 7AFF19    |
| Hogyvolt |           |                                             |               |                                                       |                                    |           |
| 20       | HUN · USA | 3 és 4 óra között 3:00 a.m. – 4:00 a.m.     | Michael Klick | Juan Carlos Coto, Alex Gansa, Chip Johannessen        | 2011. július 19. 2009. április 27. | 7AFF20    |
| Hogyvolt |           |                                             |               |                                                       |                                    |           |
| 21       | HUN · USA | 4 és 5 óra között 4:00 a.m. – 5:00 a.m.     | Brad Turner   | Manny Coto és Brannon Braga                           | 2011. július 20. 2009. május 4.    | 7AFF21    |
| Hogyvolt |           |                                             |               |                                                       |                                    |           |
| 22       | HUN · USA | 5 és 6 óra között 5:00 a.m. – 6:00 a.m.     | Brad Turner   | Evan Katz                                             | 2011. július 21. 2009. május 11.   | 7AFF22    |
|          |           |                                             |               |                                                       |                                    |           |
| 23       | HUN · USA | 6 és 7 óra között 6:00 a.m. – 7:00 a.m.     | Jon Cassar    | David Fury és Alex Gansa                              | 2011. július 22. 2009. május 18.   | 7AFF23    |
|          |           |                                             |               |                                                       |                                    |           |
| 24       | HUN · USA | 7 és 8 óra között 7:00 a.m. – 8:00 a.m.     | Jon Cassar    | Manny Coto, Brannon Braga, Howard Gordon              | 2011. július 25. 2009. május 18.   | 7AFF24    |
|          |           |                                             |               |                                                       |                                    |           |

Megjegyzés: a produkciós kódok a TV.com Archiválva 2019. május 20-i dátummal a Wayback Machine-ben honlapjáról származnak.